# Blocs cupulaires de La Roche
Les blocs cupulaires de La Roche sont deux pierres à cupules situées à Billième, dans le département de la Savoie, en région Auvergne-Rhône-Alpes. Ces pierres font toutes deux l’objet d'un classement au titre des monuments historiques depuis le 9 mai 1939.

## Localisation
Les pierres de La Roche sont situées dans le département français de Savoie, sur la commune de Billième, au lieu-dit Mont-de-Lierre. Avec cinq autres sites, elles font partie des blocs cupulaires de Billième, une série de pierres à cupules réparties en cercle autour de ce village.

Carte de localisation des différents sites de Billième

## Historique
Le site a été fouillé en 1983 par Bernard Quinet, et en 1990 par Françoise Ballet et Philippe Raffaelli.

## Description
Il s'agit de blocs erratiques creusés de cupules. La plus petite est un fragment détachée de la pierre principale. Les deux blocs comptent respectivement 22 et 9 cupules. Ce sont des petites dépressions concaves, de forme circulaire ou ovale, de quelques centimètres de diamètre, faites par des humains.

## Datation
Les cupules ont été creusées à la fin du Néolithique ou au début de l'Âge du bronze.

## Protection
Les pierres ont été classées au titre des monuments historiques le 9 mai 1939.